# Монетний двір Фінляндії
Монетний двір Фінляндії (фін. Suomen Rahapaja, швед. Myntverket i Finland) — національний монетний двір у Фінляндії, з'явився у 1860 році як Гельсінгфорський монетний двір Російської імперії, який карбував монети для великого князівства Фінляндського. У наш час монетний двір виконує карбування фінських монет євро.

## Історія

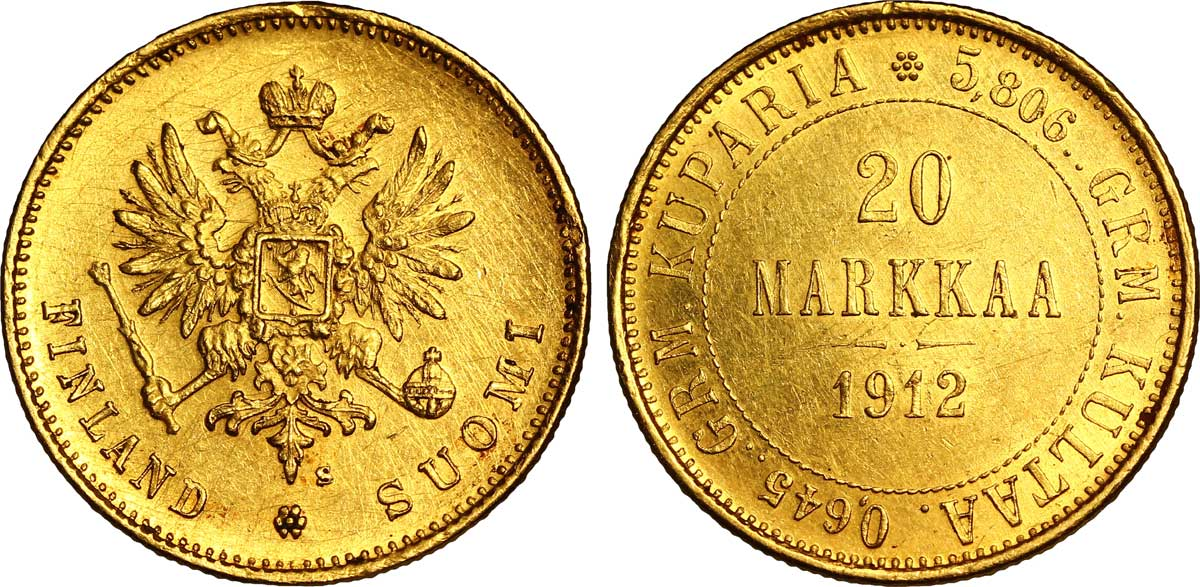
20 марок 1912 року

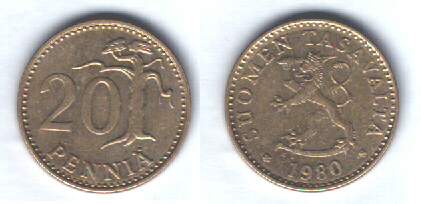
20 пенні 1980 року

У 1860 році згідно з указом російського імператора Олександра II по всій території Великого князівства Фінляндського вводилась в обіг власна валюта, яка отримала назву «марка» (фін. markka). Щоб забезпечити потреби Фінляндії в обіговій монеті було вирішено відкрити новий монетний двір. Монетний двір було відкрито у 1863 році у районі Катаянокка (фін. Katajanokka швед. Skatudden), головного міста великого князівства Гельсінгфорсу (сучасне місто Гельсінкі). У 1864 році монетний двір викарбував перші фінські монети — срібні марки. Розмінними монетами, були мідні монети «пенні». З 1878 року почали карбуватися також золоті 10 та 20 марок.
Після отримання незалежності монетний двір стає монетним двором Фінляндії
У 1988 році було відкрито новий виробничий комплекс у місті Вантаа.
З 1993 року монетний двір Фінляндії, став публічною акціонерною компанією з обмеженою відповідальністю.
З 2002 року на монетному дворі карбуються фінські монети євро. Також монетний двір Фінляндії випускав монети євро Естонії, Греція, Люксембургу, Словенії, Кіпру та Ірландії, а також шведські крони з 2008 року.

## Позначки монетного двору

Аверс монети 2 євро 2001 року, з клеймом Раймо Макконен

Аверс монети 2 євро 2007 року, з клеймом монетного двору (ліворуч), та національним клеймом (праворуч)

Аверс люксембурзької монети 2 євро 2006 року, з клеймом монетного двору Фінляндії

За часів великого князівства Фінляндського, на монетах не було жодної позначки монетного двору, тільки ініціали директора.
У 2002—2006 роках на монетах євро була присутня позначка директора монетного двору «М» Раймо Макконен (фін. Raimo Makkonen). З 2006 року на монетах національною позначкою монети є «FI».  Монетний двір Фінляндії також позначено символом на монетах, до 2010 року, — зображенням чотирьох монет під стрілкою, пізніше зображенням фінського лева у крузі.

## Позначки директорів монетного двору

### Позначки на російсько-фінських грошах
- S - Август Фрідріх Сольдан (фін. SOLDAN), 1864-1882 ;
- L - Конрад Лір (фін. LIHR), 1889-1912;
- S - Ісак Сундель (фін. SUNDELL), 1913-1917.

### Позначки на фінських грошах
- H – 1921;
- порожні – 1922;
- S - 1923-1947;
- L – 1948;
- H – 1949-1959;
- S - 1959-1975;
- К - 1976-1983;
- N - 1983-1986;
- M – 1987;
- N – 1987;
- M – 1988-2001.

### Позначки на фінських монетах євро
- М - Раймо Макконен (фін. Raimo Makkonen), 2002-2006.

## Джерело
- Офіційний сайт монетного двора Фінляндії [Архівовано 5 січня 2017 у Wayback Machine.] (фін.)
- Сайт банка Фінляндії [Архівовано 24 січня 2017 у Wayback Machine.] (фін.)